# Z MAN
『Z MAN』（ゼットマン）は、西川秀明が『月刊少年ガンガン』（エニックス（現:スクウェア・エニックス）刊）で1991年5月号から1995年11月号まで連載していたサイエンス・ファンタジー漫画作品。

## 概要
遠未来サイバーアクションを描いたバトル漫画。『月刊少年ガンガン』の創生期を支え、当時の謳い文句であった「日本一熱い少年漫画誌」を代表するようなテンションの高さと、愛と勇気をテーマにしている点が特徴（反面、後の西川作品の特徴となる「心の闇の執拗かつ陰湿な描写」もまた本作で確立されていた）。
単行本は全11巻。1995年にはドラマCD化されている（内容はコミックス一巻の物語をほぼカバーしたもの）。
2013年1月よりマンガ図書館Zにて無料配信開始。1～5巻が1月6日から、6巻～11巻が1月7日からの配信となっている。

## あらすじ
遠い未来、人類は地球から生命力（アバス）と呼ばれるエネルギーを発見し、その力により、人工生命体“イーデア”を誕生させた。そして彼らの管理の為に意思を持った超巨大コンピュータ“MOTHER”を設置。“MOTHER”の管理下、人類・イーデアは共に更なる文明の発展を目指していた。しかし、突如として“MOTHER”が狂いだし、地球上の全イーデアが人類に牙を剥く殺人鬼と化してしまう。人類はこの危機を乗り越える為に全イーデアの機能を停止する、対イーデア独立停止ユニット“Zイレイザー”を作動。しかし、狂った“MOTHER”はそれを阻止する為に生命力（アバス）を暴走させ、“Zイレイザー”と衝突。文明は崩壊し、地球の半分が砕けた。
そして千年後…
荒廃した地球は邪進化悪魔（イーデア）が人を襲い、喰らう暗黒の世界と化していた。とある邪進化悪魔（イーデア）に襲われる少女ヤティマ。彼女の助けを求める叫びに応えるかのように、突如として石柱から少年が現れ、彼女を救う。その胸には伝説の“Z”の刻印が浮かんでいた。

## 登場人物

### 主人公とその仲間たち
ナナシ （声：日髙のり子）
この物語の主人公。石柱の中で千年の間眠り続けていたが、眠りから覚めた直後に出会った少女ヤティマに「ナナシ」と名付けられ、彼女の村を襲っていたイーデア・D・デシベルとその軍勢を討った後、自らの運命と昔の記憶を探す旅に出る。
その正体は、記憶と力のほとんどを失った、対イーデア独立停止ユニット“Zイレイザー・ザイン”。「Zの印」に到達して、「ナナシ」としての記憶を抜き取られる代わりに「ザイン」としての力を植え付けられる。一時は暴走してしまったが、ナナシとしての記憶を取り戻すと同時に「ザイン」としての力を制御することに成功。最終決戦にてOZを破り、真の黒幕である魔王（ルシフェル）を打ち倒した。
最終話では逞しい青年に成長を遂げ、同じく美しく成長したヤティマ、幼い息子OZと共に旅を続けている。
ヤティマ （声：笠原弘子）
この物語のヒロイン。ナナシを呼び起こした少女。心優しい性格で彼に「愛」を教える。この出会いがナナシの運命、ひいては地球の未来を大きく変えてゆく事となる。
初登場となる1巻からかなり間が空いて再登場するため、本格的な活躍は終盤間近の頃となる。
最終巻ではナナシと夫婦となり、故郷である村に帰郷するところで物語は終わる。
アジャンタ
本名「イーデア・A・アジャン・タトゥー」。
ナナシが旅の途中で出会うイーデアの少女。悪の因子による邪進化に染まっておらず、強い正義感と優しい心を持つ。
イーデアの頂点・六芒聖神の一人で、「識」を司る。「最も人間に近いイーデア」「成長するイーデア」として生み出された存在で、千年前の悲劇とナナシの過去を知る数少ない人物。外見は人間の女性そのものだが、「結界鋲（メガ・シールド）」と呼ばれる攻防一体の兵器を操り、高い戦闘能力を見せる。またヤティマが再登場するまでは長らくヒロインとして君臨し、パンチラや着替えなどなどのシーンが多数見られた。初期では「全身に凍傷を受ける」「指と爪の間を貫かれる」「片目を潰される」など激しいダメージ描写が見られた。
徐々にギャンザに心惹かれていくが、彼がイーデアを憎む理由を知る彼女は、自身がギャンザの家族を殺したのと同じイーデアである事実に思い悩む。
物語の中盤、「結界鋲（メガ・シールド）」が壊れて戦闘能力を失っていたところ、育て親であるガイストに拉致された上洗脳され、かつての仲間に激しい攻撃を仕掛けるが、ギャンザから一途な愛を告白された事で正気に返り、そしてその愛の奇跡が「ケルベロス」を召喚しガイストを撃破した。しかしガイストはまだ死んではおらず、ギャンザを殺そうとしたためアジャンタは咄嗟に彼を刺してしまう。同時に過去の記憶が蘇り、ガイストが悪魔となったのは自分を庇ったからだったと思い出す。
のちに人間となりギャンザと結婚、ガイストという名の息子と共に幸せに暮らす。
ギャンザ・マシュー
ナナシが旅の途中で出会った、「イーデア・ハンター」を名乗る人間の青年。キャラバンや各地の集落に雇われて、人間に害をなす邪進化イーデアを獣神イースターを駆使して倒し、喰らう。
過去に家族（特に命よりも大切な妹）をイーデアに殺されており、自身もその際に左腕を失っている。その過去に起因してイーデアに激しい憎しみを抱いていたが、ナナシやアジャンタと出会い、彼らと心を通わせた事によって変わっていく。
アジャンタに惹かれるものを感じつつも、彼女がイーデアである事にこだわり素直になれずにいたが、自分への想いを口にした彼女が目の前でガイストに攫われた事で本心と向き合い、何としてでもアジャンタを救うことを決意する。
洗脳されたアジャンタの攻撃で満身創痍となりながらも受け止めて愛を告白し、彼女を取り戻した。
ガンダー
本名「リボル・G・ガンダー」。ナナシが旅の途中で出会ったイーデアで、六芒聖神の一人。「地」を司る最強の銃使い。ナナシの過去と記憶を取り戻すための鍵となる場所「Zの印」の手がかりを握る人物で、かつては「Zの印」に住んでいた。
普段は人間を模しているが、本来のイーデアとしての姿は一つ目の機械のようなもの。性格は豪放磊落（英語で言えば「ワイルド」）の一言。この作品の「熱い」部分の大半は、彼が担っていると言っても過言ではない。
「Zの印」から去った後、イーデアに親を殺された孤児達を保護し、自身が開拓した「ガンダー牧場」で育てている。最終決戦ではたった一人で無数のイーデアたちと戦い抜き、ナナシたちの後方支援に回り生還した。戦いの後、養子の一人であるシャロンと結婚し、かつての邪進化イーデアが転生したとおぼしき子供達（デシベルとマゼンダ）を拾う。

### 出会った人々
ディノック
イリヤ
ザクー
アル
タキ
サラ
シャロン

### 六芒聖神
デシベル （声：塩沢兼人）
イーデア・D・デシベル。邪進化した六芒聖神の一人で「風」を司る。
六芒三邪神とは別に邪進化イーデアの軍勢を多数従えており、ヤティマの村の近辺に居城を構え周囲の人間を狩っていた。千年の眠りから目覚めたナナシの存在に興味を持ち、更なる高みを目指すべく彼をおびき寄せその力を取り込もうとするが、逆に討たれる。
彼の死後、遺された「D」の刻印が刻まれた生命核（バイオ・コア）は、ナナシの運命の旅の始まりともなった。
イーデア・A・アジャン・タトゥー
上記「アジャンタ」の項を参照のこと。
OZ（オズ）
邪進化した六芒聖神の一人で、N・ガイスト、マゼンダと共に邪進化イーデアの頂点「六芒三邪神」を名乗る彼らのリーダー格。
容姿は少年だが性格は冷酷にして残虐、かつ非道。「純粋なる悪」と呼ぶに相応しい存在。空間を自在に操り、暴力的なほど圧倒的な破壊の力を振るう。
元々は「空」を司る存在で、Zイレイザーのプロトタイプとして生み出されたイーデア。六芒聖神の頂点に立つ。イーデアの生みの親とも言うべきコンピューター"MOTHER"に対して異常とも思える執着心を持っており、千年前にザインによって宇宙の彼方に追いやられた"MOTHER"を再び地球に降臨ろすことに全てを賭けていた。
マゼンダ
邪進化した六芒聖神の一人で、N・ガイスト、OZ（オズ）と共に「六芒三邪神」を名乗る美青年。
普段は女言葉を話すが、れっきとした男性。感情が高ぶってくると男言葉に戻り、しかも言葉が汚くなる。「火」を司り、生物を一瞬で炭化・蒸発させるほどの高熱を操る。また、マゼンダ・セキュリティと呼ばれる4人の従属神を従えている。
享楽的・刹那的性格で、戦いの熱に酔いしれ燃え上がり、そして勝つことが大好きという、典型的な戦闘狂（バーサーカー）。
N（ネオ）・ガイスト
邪進化した六芒聖神の一人で、マゼンダ、OZ（オズ）と共に「六芒三邪神」を名乗る壮年男性。
「水」を司り、その性格は常に沈着冷静。手にした剣「暗黒龍剣」で水を操り、万物を切り裂く。
千年前の悲劇が起きる以前は、アジャンタの育ての親でもあった。悪の因子の効果が不完全だったため悪の心に完全に染まりきっておらず、それ故に善と悪の狭間で苦しむ事になる。
最後の戦いに敗北した時には義理の娘であるアジャンタの事を案じ、またアジャンタへの愛を告白したギャンザに対し「勇気ある人間の若者よ…アジャンタを頼む」と発言し、父親としての気持ちも目覚めていたことを示した。
リボル・G・ガンダー
上記「ガンダー」の項を参照のこと。

### 従属神
六芒聖神に次ぐ存在であり、彼らほどではないが強大な力を振るう。その能力、形質は様々。以下、原作に登場した順に列記。
イーデア・K-5
六芒三邪神の支配から独立して暴虐を働いていた「はぐれ従属神」。2巻のラストボス。
K-1、K-2、K-3、K-4、K-5の5体からなるイーデアの集合体で、K-5はそのリーダー格。性格は揃いも揃って下劣。
絶対0度の冷気を操り、歯向かう者を氷漬けにする。また、並外れた再生能力を誇り、K-5以外の者はどれだけダメージを受けても半永久的に死なず、逆に受けたダメージを進化の糧とする。
ナナシが旅の途中で立ち寄ったチャドの村で、そこの指導者である大僧正トゥパら5人の僧侶を食い殺し、その「皮」をかぶることで彼等に成りすましていた。そして村人たちを生贄に捧げさせエサとしていた（村を襲う災厄も生け贄の儀式も、村を都合良く支配するための「演出」でしかない）。
たびたび自分たちの邪魔をするアジャンタが秘める「刻印の生命核」を狙っており、従属神から六芒聖神に進化し、更なる力を手に入れる野望を抱いている。合体して真の姿となり首尾よくアジャンタを追い詰めるがナナシによって阻まれ、肉体を粉砕され「永遠に生きたい」と呟いたところをナナシに踏み潰され「永遠に死ね」と言い渡され死亡した。
獣神イースター
ギャンザが従えるイーデアで、マヤ・アステカ文明風の装飾・紋が刻まれた龍のような姿をしている。
ナナシを凌ぐパワーとスピード、精密動作を兼ね備えており、邪進化したイーデアの生命核を喰らい取り込むことで強さを増す。
邪進化はしておらず、過去にイーデアに襲われて生死の境をさまよっていたギャンザの「魂の叫び」に呼応して覚醒。「この世界のどこかにある刻印の生命核を探せ」という言葉を伝え、彼の左腕と融合する。
後にナナシから譲り受けた「D」の刻印が刻まれた生命核（バイオ・コア）と合体し、D（ダッシュ）・イースターとなる。
必殺技は、喰らったイーデアのエネルギーを放電させながら突進する「バーニング・プラズマ」。
ヒルダ
N（ネオ）・ガイストの従属神。
千年前は、精神波カウンセリングという「病魔を心の中から破壊する」という最先端医療技術の権威だったが、邪進化した現在は逆に相手を心の中から死に至らしめる魔女として恐れられている。
シーマという偽名を使ってナナシに接近し、心を覗くことで彼の強さの根源に迫ろうとしたが、その影響で逆に邪進化の原動力である「悪の因子」に綻びが生じ、善と悪の狭間で苦悩することになる。
ナナシとの戦いで悪の因子から完全に開放され、本来の子供好きで優しい心を取り戻すが、副官だったテツシに能力を奪われてしまう。
その後は、かつて構えていた居城の近くの村の人間達に受け入れられ、共に暮らすようになる。
P-PIT
はぐれ従属神。
全身が流体金属のような材質で構成されており、その形状は変幻自在。外部からの物理的な攻撃を吸収し、そのまま弾き返すことが出来る（ただし、あまりに過剰かつ断続的な攻撃を受けると反射しきれずに吹っ飛んでしまう）。
その特異体質ゆえに「乾き」を異常に忌諱しており、「乾き」を潤すために「ガンダー牧場」近辺の人間を襲い、その生命力を喰らっていた。
ナナシたちの動向を追っていた神官モリモトがその存在を突き止め、刺客としてガンダー牧場を襲わせたが、最後は岩塩の詰まった塩壷をぶつけられて全身が干からび、ナナシ、ギャンザ、ガンダーの三重波状攻撃を喰らい粉微塵に砕かれる。
ジェネラル・R（ロンメル）
OZ（オズ）の従属神。
千体から成る邪進化イーデア軍を率いる大隊指揮官で、戦車状のイーデアに乗り込む。
「力こそが正義」「力こそが全て」と信じて疑わず、それゆえ圧倒的な破壊の力を振るうOZに絶対的な忠誠を誓っている。
軍勢を率いて「Zの印」に到達したナナシたちを迎え撃つものの、千体のイーデアを以ってしても彼らを止めることは出来ず、最後はナナシに倒される。
BOOK
モリモトの乗る飛行船に搭乗していた従属神。
三面の顔を持ったイーデアで、情報分析能力に長けている。
マゼンダ・セキュリティ
マゼンダの従属神。
T（ティーゲル）、F（フレア）、V（バイオレット）、Y（ヤン）の4体の邪進化イーデアから成る護衛部隊。4体ともマゼンダと同様に炎を操る。マゼンダを「M様（まーさま）」と呼び、彼の燃え上がるほど熱い戦いぶりに心酔している。
マゼンダの居城でアジャンタ、ギャンザ、ガンダーらを迎え撃つが、最期はマゼンダと運命を共にし、命ごと燃え上がり爆散した。最終決戦後、転生したと思われる子供たちがヒルダと共に暮らしている。
C-クロック
はぐれ従属神。読切「－超外伝－悪魔狩人ギャンザ」に登場する。
人の寿命を自在に操作する「死の時計」を武器とし、その力を利用して周囲の人間を狩り、「バイオ・チップ」に換えて自らの力としていた。
身体が不完全のままらしく、バイオ・チップを常用しなければ身体を保つことができない。人間を狩っているのはそのため。ナナシと出会う前のギャンザと戦い彼を追い詰めるが、最後はギャンザが従えるイースターに生命核を喰われて消滅する。

### その他、未分類のイーデア
ディーボ（声：鈴木琢磨）
イーデア・D・デシベル配下のイーデアのひとり。
デスグル（後述）と共にヤティマとイリアを追撃している最中、石柱の中で眠りについていたナナシの覚醒めに遭遇してしまう。
目覚めて間もないナナシに攻撃を仕掛けるが、逆に一撃で倒される。
イーデア・D・デスグル（声：津久井教生）
イーデア・D・デシベル配下のイーデアのひとり。
「弱いものには滅法強く、強いものには滅法弱い。逃げ足の速さだけは超一級」という、小悪党の典型のようなイーデア。
デシベルの命令で、ナナシを自らの居城におびき寄せるべくヤティマを拉致するものの、最後はデシベルの腹心コバンザもろとも硫酸の海に叩き落とされる。
イーデア・D・ジャカス（声：宇垣秀成）
イーデア・D・デシベル配下のイーデアのひとり。
サブアームをいくつも内蔵したロボットのような形状をしている。
デスグルの手引き（一度目）でヤティマの集落を襲うが、怒りで力を取り戻したナナシに一方的に打ち倒される。
イーデア・D・ザンデス
イーデア・D・デシベル配下のイーデアのひとり。
左肩に超硬質体で出来た可動式ブレードを内蔵しており、あらゆる物体を叩き斬る。また、ブレードは一枚一枚切り離して操ることも出来る。
デスグルの手引き（二度目）でヤティマの集落を襲いナナシを追い詰めるが、一瞬の機転を利かせたナナシの攻撃を喰らい敗北する。
イーデア・D・コバンザ（声：千葉繁）
イーデア・D・デシベル配下のイーデアの中でも、腹心にあたる存在。原作で明言はされていないが、その格は従属神に近いものと思われる。
細身で黒ずくめの身体をしている。外見は中年男性で敬語を使うが、かなり卑劣な性格。
他人の身体に取りついて支配し、何倍もの力を引き出して操ることが出来る。この能力でデシベルの居城に攻め入ったディノックの身体を乗っ取った。
ディノックの身体を乗っ取り、人質にした状態でナナシに一騎討ちを挑むが、最後は力の片鱗が目覚めたナナシの一撃の前に破れ、デスグルと共に硫酸の海に落ちていった。
タイタロス
六芒三邪神・OZが所有するオモチャ（殺戮巨大兵器）。
三機の飛行船が合体することで始動する巨大ロボットで、100メートルを軽く超える巨体を持つ。
口に内蔵されたエネルギー砲と、両手に備え付けられた巨大ギロチンで対峙するものを片っ端からなぎ倒す。
ヒエメの街に滞在していたナナシたちを襲撃し、街もろとも大きな被害を与えるが、最後はギャンザとナナシに倒される。
口癖は「こそばい、こそばい」。
鉄指（テツシ）
従属神・ヒルダの副官。
名の如く両手の指が鉄製で、さらに伸縮自在。この鉄の指で相手を縛りつけ、一気に引き斬る「鉄指獣烈斬」が必殺技。
性格は軽薄かつ軽率。ヒルダの副官を務めてはいるが、内心ではヒルダに取って代わるチャンスをうかがっている。
ヒルダが悪の因子から開放された後、神官モリモトの甘言に乗って強化生命力カプセルを飲み込みパワーアップするが、ギャンザに顔面パンチ一発で吹っ飛ばされる。
イレイズ
「Zの印」の永久管理人であり、全てのイーデアを抹消する力「Zイレイザー」を発動させるためにザイン（≠ナナシ）の来訪を待っていた。
千年の眠りから目覚めた後のナナシの感情や記憶を、不要の物としてを分離・結晶化し閉じ込め、ザインを覚醒させる。
元々はガンダーと共に酒に興じ畑仕事を手伝うなど、感情豊かなイーデアだったが、ザインの力をもって全イーデアを抹消（イレイズ）する役目を果たすべく、自ら心を凍らせマシンとなる。
最後は己の過ちに気付き、ナナシ（≠ザイン）の持つ可能性に世界の未来を託していた。
Z（ザイン）
対イーデア独立停止ユニット。全てのイーデアを葬り去ることができる"MOTHER"の最後の子にして、究極のイーデア「Zイレイザー」の本来の姿。
「Zの印」の管理人・イレイズによって呼び起こされた。ナナシとは異なり、冷徹で機械的な人格。六芒聖神がそれぞれの身に宿す「刻印の生命核」のエネルギーを拠り代とした「破壊を超える力」で、全てを抹消する。
後に、記憶の結晶から脱出したナナシと合体し、ナナシの人格として光の力でイーデアの肉体のみを消去するように進化する。
リヴァイアサン
OZが自らの居城アルカディアで建造を進めている巨大兵器。
巨大な鎌を持ち、OZの「空間を操る力」を何倍にも高めるパワーアンプとしての機能を持つ。OZはその力を以って、地表から切り離され天空高くに放り出された"MOTHER"を地上に降臨させようとしていた。
一度、Zの印にて覚醒したザインが放った「Zイレイザー」によって破壊されかけるが、その後完全に修復される。
神官モリモト
ナナシの行く手に度々現われる邪進化イーデア。六芒三邪神に仕える神官で、彼らの名の下に各地の邪進化イーデアに命令を下す他、伝令役としての役割を担う。戦闘力は低く、自分が戦うことはまったくない。
表向きは六芒三邪神の命令で動いている。
その正体は、1000年前に存在していた狂気の科学者。自らの心にある「悪」を用いて悪の因子を開発し、自身をイーデア化させた。そして"MOTHER"に悪の因子を植え付け、すべてのイーデアを邪神化悪魔へと変貌させた。そして"MOTHER"を名乗って「我々は我々の文明を築くのだ」とイーデアたちに呼びかけ、世界規模の虐殺を引き起こした。しかし、Zイレイザーの発動によって阻止され、以後は正体を隠しながら生きてきた。終盤にてOZがナナシに敗れると正体を現し、"MOTHER"の生命力を手にしたことで神を超える存在へと至った。
魔王（ルシフェル）
"MOTHER"と合体し、「常しえの闇の王」を名乗るモリモトの新たな姿。
実は、OZの人格や「母を求める思い」はモリモトが植え付けたもので、OZはモリモトの分身（コピー）でしかなかった。そのことを告げた後、指一本でOZを破壊し活動を停止させた。そして無数の悪魔を生み出し、ナナシたちを追い詰める。しかし、旅の中で出会った仲間たち「Zの戦士」が次々と集い、力を合わせたことで形勢逆転される。仲間たちの想いを背負ったナナシにより「つるはし」が矢へと変化。最期はナナシとヤティマが放った「Zアロー」によって生命核を砕かれ敗北。暴走した力に呑まれて崩壊していった。
死の間際、「愛」に勝てなかったことを認めたが、「人は善と悪を併せ持つ存在。誰もが悪魔となる可能性を秘めている」ことを告げ、この世界から消え去った。

## 用語
生命力（アバス）
地球から溢れるエネルギーで、人間など全ての生物に宿っている。
人工生命体イーデアの誕生、ひいては彼らと人間による更なる繁栄を築く足がかりとなった。
有機物を活性化させ、無機物を有機物に変化させる事ができる。
邪進化悪魔（イーデア）
Zイレイザーと、「悪の因子」によって狂ってしまった"MOTHER"の衝突を経て荒廃した世界を生き抜くべく、体の構造を有機質に進化させ人間を喰らう事でエネルギー・生命力（アバス）を取り込むようになったイーデア。
人類の天敵ともいえる存在。
悪の因子
千年前、ある人間の科学者によって発見された、イーデアに多大な影響を与える要素。
本来、純粋善の存在であるイーデアはこれに冒されると人間の心の暗黒面が突出したような凶悪で残忍な性格に変異し、体の構造・能力さえもが劇的に変化する。
生命核（バイオ・コア）
イーデアの機能を司る核。人間で言えば心臓のようなものでもあり、魂の結晶体でもある。
バイオ・チップ
生命力（アバス）を凝縮させたエネルギー体。イーデアや人間の体組織を回復させることが出来る。
六芒聖神
地球上の人間とイーデアの共存と秩序を守る為に“MOTHER”が作り出した6体のイーデアの頂点。
強力な能力を与えられた刻印（ラビリングニードル）の生命核（バイオコア）を持ち、地・水・火・風・識・空の6つの力を司る。
しかし、悪の因子による"MOTHER"の暴走と1000年という年月の間に、デシベル、マゼンダ、N（ネオ）・ガイスト、OZ（オズ）の4人は邪進化イーデアと化してしまう。
"MOTHER"
すべてのイーデアの母たる存在。
伝説では過去に滅亡に瀕した世界に生命力（アバス）とともに顕れその力を人類に示し、世界に更なる繁栄をもたらすきっかけともなった。
実際には人間が造り出した、「樹」をイメージした巨大な生体コンピューターであり、そこまで明確な意志は持たない。世界の中心に根ざし、全世界のイーデアを管理するようになる。